# Ferenc Kazinczy

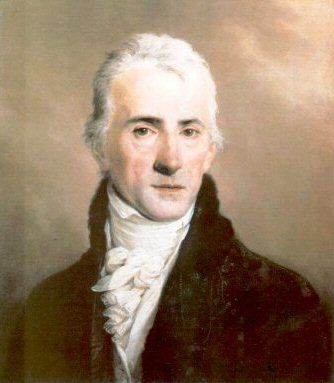
Ferenc Kazinczy, porträtt av Joseph Kreutzinger.

Ferenc Kazinczy, född den 27 oktober 1759, död den 23 augusti 1831, var en ungersk författare.
Han grundade 1780 den första ungerska tidskriften, Magyar Múzeum. Som ung student blev han en förkämpe för upplysningstidens idéer i hemlandet, och som en följd av sin antifeodalistiska hållning var han med i Ignác Martinovics revolutionära sammansvärjning av "ungerska jakobiner". För detta blev han gripen 1794 och dömdes först till döden, men benådades och satt fängslad till 1801. Därefter levde han på sin lilla egendom Széphalom utanför Sátoraljaújhely.
Kazinczys entusiasm för Goethes klassiska idealism och hans stora bildning gjorde honom och Széphalom till landets litterära medelpunkt. Hans enorma korrespondens, till stor del utgiven, är en god källa till hans tids litterära och sociala historia. Även som översättare och utgivare av äldre ungerska författares arbeten gjorde han en betydande insats. Sin största betydelse fick Kazinczy emellertid som språkutvecklare; han skapade tusentals nya ord och vändningar i ungerskan, och även om många i dag är utmönstrade har en icke föraktlig del behållits och utgör en viktig beståndsdel av det ungerska språket.